# Богданов дол (защитена местност)
Богданов дол е защитена местност в България. Намира се в землището на село Коевци, област Велико Търново.
Защитената местност е с площ 3,11 ha. Обявена е на 4 май 1979 г. с цел опазване на находище на червен божур.
В защитената местност се забраняват:
- кастренето и повреждането на дърветата;
- късането или изкореняването на растенията;
- пашата на домашни животни;
- безпокоене на дивите животни или вземането на техните малки или яйцата им, както и разрушаване на гнездата и леговищата им;
- разкриването на кариери, провеждането на минно-геоложки и други дейности, с които се поврежда или изменя както естествения облик на местността, така и на водния и режим;
- повреждането на скалните образувания и драскането по стените на пещерите;
- безконтролното посещение на пещерите;
- извеждането на сечи, освен отгледни и санитарни.[1]